# Colocasia weymeri
Colocasia weymeri är en fjärilsart som beskrevs av Hold 1910. Colocasia weymeri ingår i släktet Colocasia och familjen Pantheidae. Inga underarter finns listade i Catalogue of Life.